# Niu Maosheng
Niu Maosheng (chinesisch 钮茂生; * 28. Oktober 1939 in Peking) ist ein chinesischer Politiker der Kommunistischen Partei Chinas (KPCh), der unter anderem von 1993 bis 1998 Minister für Wasserwirtschaft im Staatsrat der Volksrepublik China sowie zwischen 1998 und 2002 Gouverneur von Hebei war.

## Leben
Niu Maosheng, ein Angehöriger des tungusischen Volkes der Mandschu, begann nach dem Schulbesuch 1958 ein Studium an der Fakultät für Wasserschutz und Bewässerung des Institutes für Agrarmechanisierung der Landwirtschaftlichen Universität Chinas und beendete dieses 1963. Während des Studiums trat er 1961 der Kommunistischen Partei Chinas (KPCh) als Mitglied bei. Nach Abschluss wurde er 1963 im Rahmen des Zhiqing-Programms bis 1965 als Arbeiter auf das Land entsandt und war danach zwischen 1966 und 1973 stellvertretender Leiter und Sekretär der Sektion Wasserwirtschaft und Meteorology des Allgemeinen Verwaltungsamtes von Peking sowie zugleich Mitglied des Parteikomitees dieses Amtes. Er fungierte im Anschluss von 1973 bis 1982 als stellvertretender Leiter des Amtes für Wasserwirtschaft von Peking und in Personalunion in dieser Zeit auch als stellvertretender Leiter des Parteikomitees dieses Amtes. Während dieser Zeit absolvierte er zudem von 1981 bis 1982 an der Zentralen Parteihochschule der Kommunistischen Partei Chinas. Im Anschluss bekleidete er zwischen 1982 und 1985 die Funktion als Sekretär des Parteikomitees von Miyun, ein Stadtbezirk der Regierungsunmittelbaren StadtPeking, und gehörte zugleich von 1982 bis 1985 dem Parteikomitee von Peking als Mitglied an. Danach war er zwischen 1985 und 1987 Vize-Vorsitzender und Geschäftsführer der zum Ministerium für Wasserwirtschaft der Volksrepublik China gehörenden Chinesischen Wasserwirtschaftsentwicklungsgesellschaft sowie von 1987 bis 1988 Erster stellvertretender Direktor beziehungsweise zuletzt Direktor des Ausschusses für das Management des Gelben Flusses.
Niu war danach von 1988 bis 1990 in Personalunion Vize-Minister für Wasserwirtschaft sowie zugleich Generalsekretär des Staatlichen Hauptquartiers für Hochwasserschutz und Dürrehilfe, ehe er zwischen November 1990 und März 1993 stellvertretender Sekretär des Arbeitsausschusses der Staatsorgane des Zentralkomitees der Kommunistischen Partei Chinas war. Als Nachfolger von Yang Zhenhuai übernahm er am 29. März 1993 den Posten als Minister für Wasserwirtschaft im Staatsrat der Volksrepublik China und bekleidete diesen bis zum 4. November 1998, woraufhin Wang Shucheng seine dortige Nachfolge antrat. Als Minister war er zwischen März 1993 und November 1998 zugleich stellvertretender Leiter des Staatlichen Hauptquartiers für Hochwasserschutz und Dürrehilfe. In der achten Legislaturperiode von 1993 bis 1998 war er des Weiteren Mitglied des Nationalkomitees des Nationalkomitees der Politischen Konsultativkonferenz des chinesischen Volkes (PKKCV), ein beratendes Gremium im Staatsapparat der Volksrepublik China, das sowohl aus Mitgliedern der KPCh wie aus Nichtparteimitgliedern oder Mitgliedern anderer Parteien, den sogenannten „Acht Demokratischen Parteien und Gruppen“, besteht. 1994 fungierte er für einige Zeit als Leiter der Führungsgruppe der Baukommission des Süd-Nord-Wassertransferprojekts. Auf dem XV. Parteitag der Kommunistischen Partei Chinas (12. bis 19. September 1997) wurde er erstmals Mitglied der Zentralen Disziplinarkommission der KPCh und gehörte dem Gremium nach seiner Bestätigung auf dem XVI. Parteitag (8. bis 14. November 2002) bis zum XVII. Parteitag (15. bis 21. Oktober 2007) an. Darüber hinaus fungierte er zwischen 1998 und 1999 als Leiter des Staatlichen Hauptquartiers für Hochwasserschutz und Dürrehilfe.
Nachdem Niu Maosheng Vizegouverneur der Provinz Hebei war, wurde er als Nachfolger von Ye Liansong am 6. November 1998 erst kommissarischer Gouverneur sowie am 2. Februar 1999 Gouverneur von Hebei und bekleidete diese Funktion bis zum 21. Dezember 2006, woraufhin Ji Yunshi ihn ablöste. Er war ferner zwischen 1998 und 2002 auch stellvertretender Sekretär des Parteikomitees der Provinz Hebei. In der zehnten Legislaturperiode war er zwischen 2003 und 2008 außerdem Mitglied des Ständigen Ausschusses des Nationalkomitees der Politischen Konsultativkonferenz des chinesischen Volkes sowie zeitgleich auch Vorsitzender des Unterausschusses für ethnische und religiöse Angelegenheiten der PKKCV.